# Прінценмор
Прінценмор (нім. Prinzenmoor) — громада в Німеччині, розташована в землі Шлезвіг-Гольштейн. Входить до складу району Рендсбург-Екернферде. Складова частина об'єднання громад Гонер-Гарде.
Площа — 5,59 км2. Населення становить 159 ос. (станом на 31 грудня 2020).